# Villiers-sur-Orge
Villiers-sur-Orge is een gemeente in het Franse departement Essonne (regio Île-de-France) en telt 3753 inwoners (1999). De plaats maakt deel uit van het arrondissement Palaiseau.

## Geografie
De oppervlakte van Villiers-sur-Orge bedraagt 1,8 km², de bevolkingsdichtheid is 2085,0 inwoners per km².
De onderstaande kaart toont de ligging van Villiers-sur-Orge met de belangrijkste infrastructuur en aangrenzende gemeenten.

## Demografie
Onderstaande figuur toont het verloop van het inwonertal (bron: INSEE-tellingen).

## Geboren in Villiers-sur-Orge
- Willy ( Henry Gauthier-Villars) (1859-1931), journalist, criticus en schrijver (zie Colette)